# Pyxiloricaria menezesi
Pyxiloricaria menezesi — єдиний вид роду Pyxiloricaria з групи Pseudohemiodon триби Loricariini підродини Loricariinae родини Лорікарієві ряду сомоподібні. Наукова назва походить від грецького слова pyx, тобто «хвіст», та латинського слова lorica — «панцир зі шкіри».

## Опис
Загальна довжина сягає 14 см, зазвичай 13,6 см. Губи тонкі. Голова порівняно велика, в області морди звужується. Очі невеличкі. На верхній губі присутні коротенькі вусики, на нижній — вуси з бахромою. Тулуб стрункий, хвостове стебло вузьке. Спинний плавець високий, з короткою основою та 1 жорстким променем. Жировий плавець відсутній. Грудні плавці широкі, з 1 шипом. Черевні плавці значно поступаються грудним, проте теж доволі широкі. Анальний плавець низький, подовжений. Хвостовий плавець короткий, з ниткоподібним верхнім променем.
Забарвлення спини сіро-коричневе або світло-коричневе з довільно розкиданими темними плямами. Черево має біло-кремовий колір.

## Спосіб життя
Біологія вивчена недостатньо. Це демерсальна риба. Воліє до прісних і прозорих водойм. Тримається піщаних ґрунтів, ховається біля каміння або корчів. Цей сомик активний переважно у присмерку. Живиться рослинною їжею.

## Розповсюдження
Мешкає в басейні річки Парагвай на території Бразилії.